# Zum Bären (Oberursel)

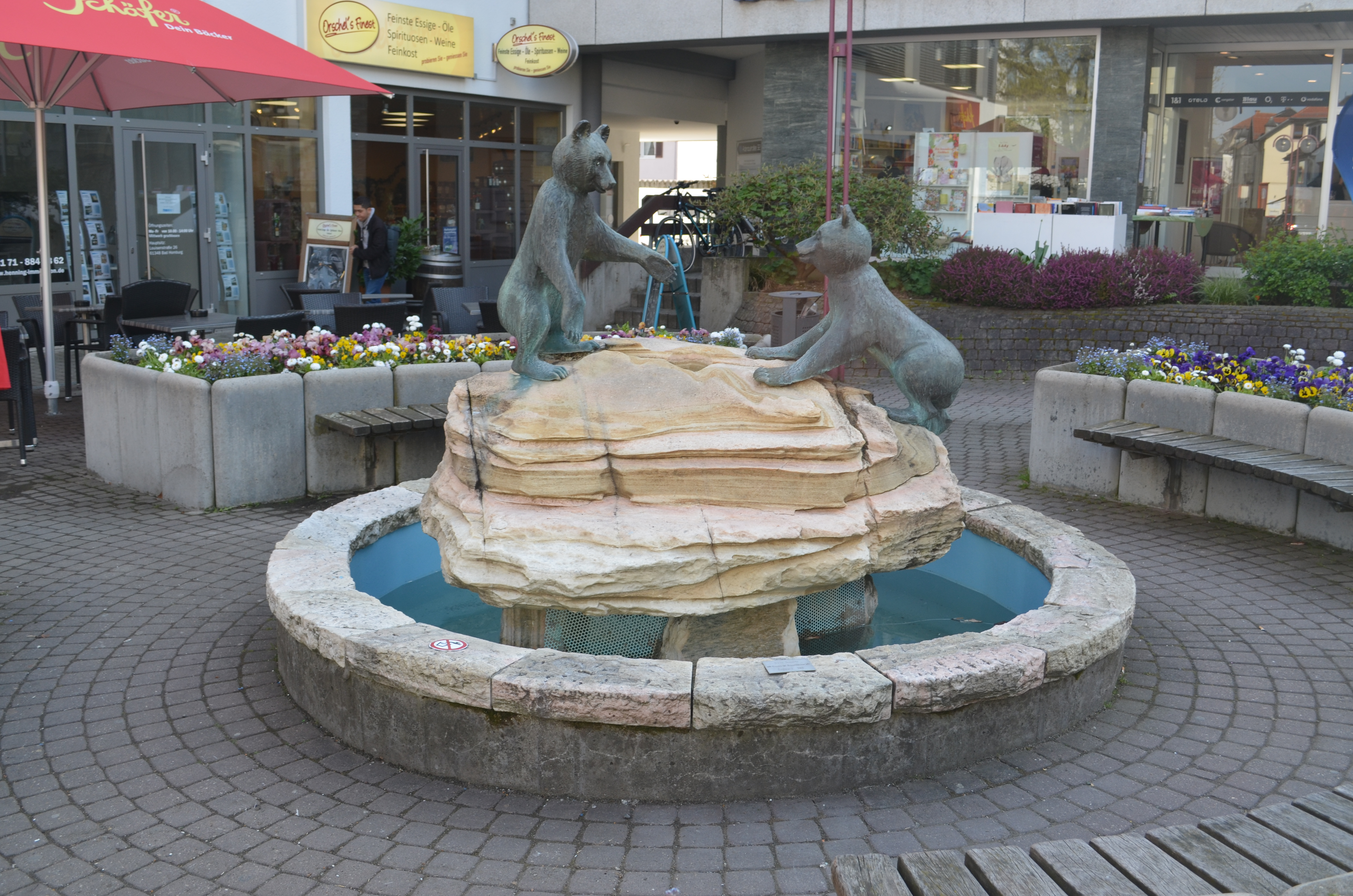
Der Bärenbrunnen an der Bärenkreuzung erinnert an das Gasthaus

Die ehemalige Gaststätte „Zum Bären“ in Oberursel (Taunus) wurde 1813 erbaut und stand bis 1986 unter Denkmalschutz. Bis heute hält sich der Name „Bärenkreuzung“ für die anliegende Kreuzung und der Bärenbrunnen erinnert an das Haus.
1813 errichtete der Gastwirt Georg Pfaff am Beginn der heutigen Haupteinkaufsstraße von Oberursel, der Vorstadt, die als Fußgängerzone ausgelegt ist, das Gebäude.  Das Haus lag damals am Rand der Stadt. Heute liegt der Standort an einer zentralen Kreuzung der Stadt: Die Vorstadt führt von hier als Adenauerallee und später als Frankfurter Landstraße nach Frankfurt am Main. Sie kreuzt sich auf Höhe der ehemaligen Gaststätte Zum Bären mit der von Oberhöchstadt her kommenden Oberhöchstädter Straße, die an der Kreuzung den Namen Liebfrauenstraße annimmt und weiter Richtung Bad Homburg vor der Höhe führt. Liebfrauenstraße und Adenauerallee/Frankfurter Landstraße bilden die heutige Landesstraße 3004.
Diese Kreuzung, die Bärenkreuzung, wurde geprägt durch das dreistöckige Gasthaus, das die benachbarten Gebäude deutlich überragte. Es wurde ein beliebtes Ausflugsziel.
1901 erwarb Karl Röder das Haus und ließ 1904 einen großen Festsaal anbauen. Dieser wurde auch von der Turn- und Sportgesellschaft von 1861 als Turnhalle genutzt. 1913 wurden im Bären die Bären-Lichtspiele eröffnet, das erste Kino der Taunusstadt.
1964 wurde das Kino im Rahmen des damaligen Kinosterbens geschlossen. Am 2. Juli 1964 wurde mit dem Western Sie ritten in die Nacht der letzte Film gezeigt.
1985 erwarb eine Investorengruppe das heruntergekommene Haus mit dem Ziel, es abzureißen und durch ein modernes Wohn- und Geschäftshaus zu ersetzen. Dieses scheiterte zunächst daran, dass das Haus als Kulturdenkmal im Denkmalkatalog des Landes Hessen geführt wurde. 1986 gab die Denkmalbehörde jedoch bekannt, dass das Haus aus dem Denkmalschutz genommen worden sei. 1988 wurde es an die Jupiter AG, den Betreiber der Louisen-Arkaden in Bad Homburg, verkauft und im Februar 1991 abgerissen.
Juni 1992 wurde das Nachfolgehaus, die Bären-Arkaden, eröffnet.